# 牙門軍
牙门军，中国古代禁军名号，是晋朝的禁军之一。
西晋初年，承袭汉朝、曹魏的制度，在京师城门外设置屯驻兵，称他们为“牙门军”。牙门军由城门校尉统领，负责京城的宿卫。